# Pilskalnes pagasts (Neretas novads)
Pilskalnes pagasts er en territorial enhed i Neretas novads i Letland. Pagasten etableredes i 1945, havde 491 indbyggere i 2010 og omfatter et areal på 99,80 kvadratkilometer. Hovedbyen i pagasten er Pilskalne.